# Hydrelia bicauliata
Hydrelia bicauliata là một loài bướm đêm trong họ Geometridae.